# Utbremer Straße

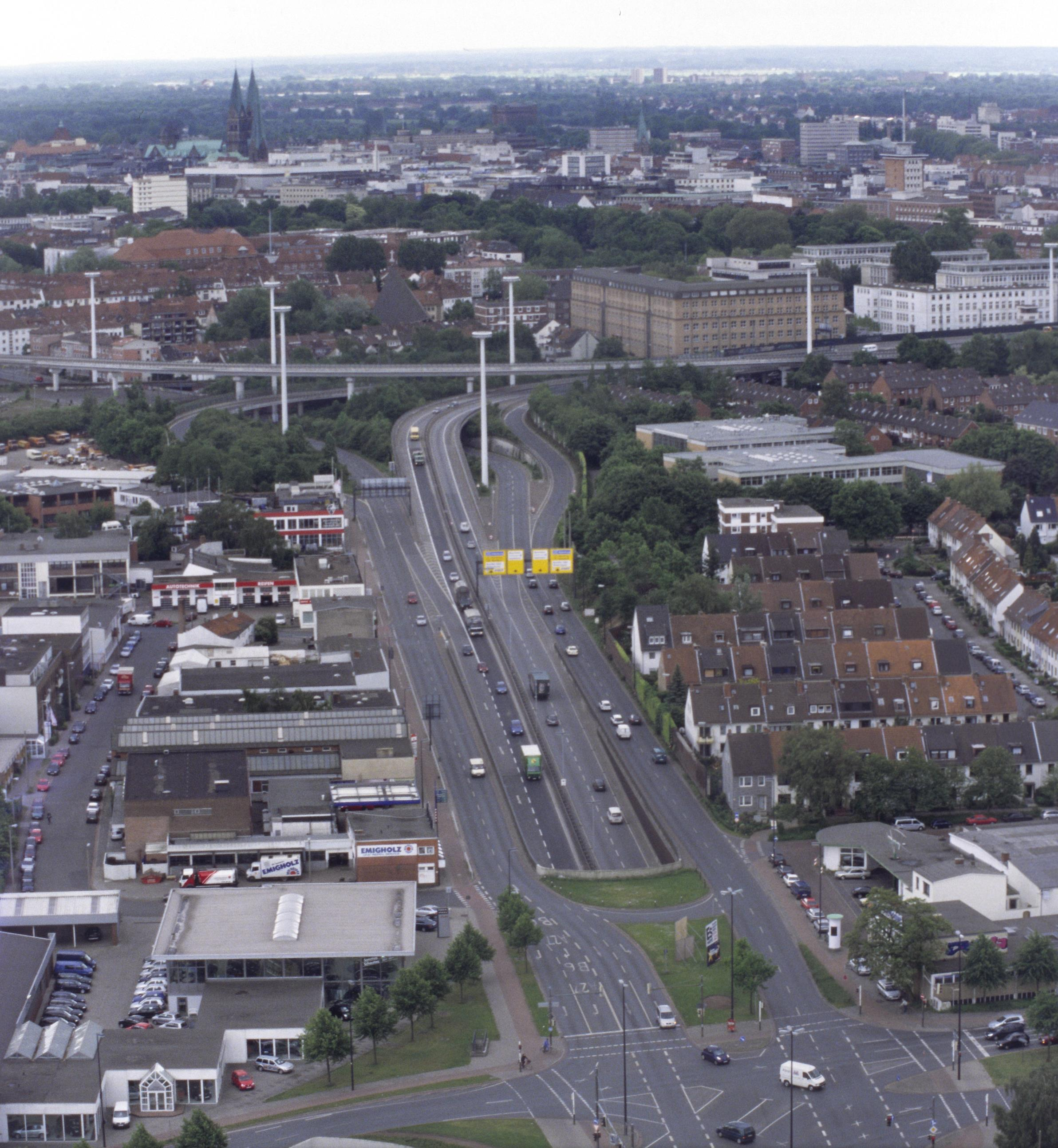
Die Utbremer Straße, am vorderen Bildrand die Hansestraße, in der Mitte die acht Fahrspuren vom Utbremer Tunnel bis zum Nordwestknoten, Blick vom Fernmeldeturm Bremen

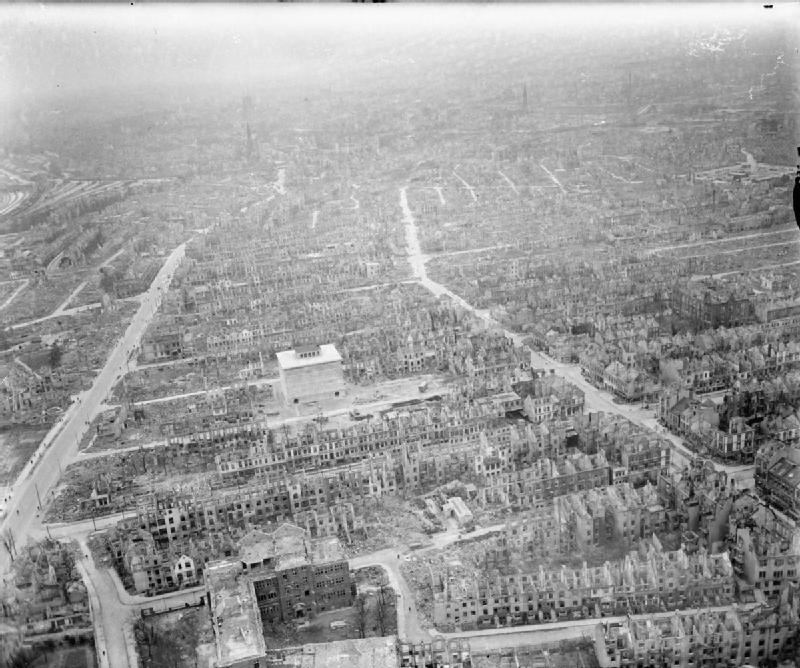
Zerstörtes Walle; Blick nach Südosten Richtung Zentrum. Der Hochbunker Zwinglistrasse in der Mitte zwischen Utbremer- (links) und Wartburgstraße

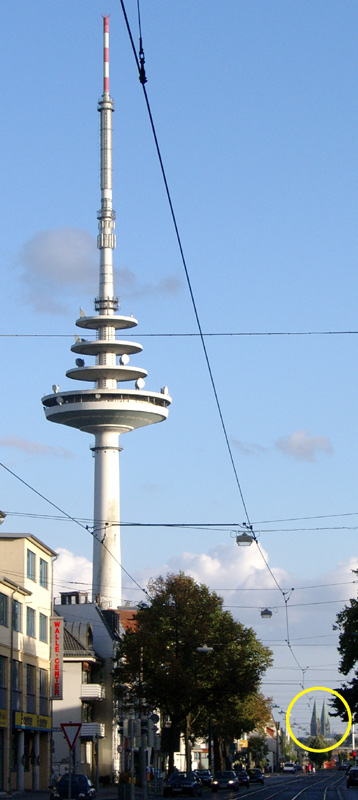
Fernmeldeturm Bremen und Südblick in die Utbremer Straße

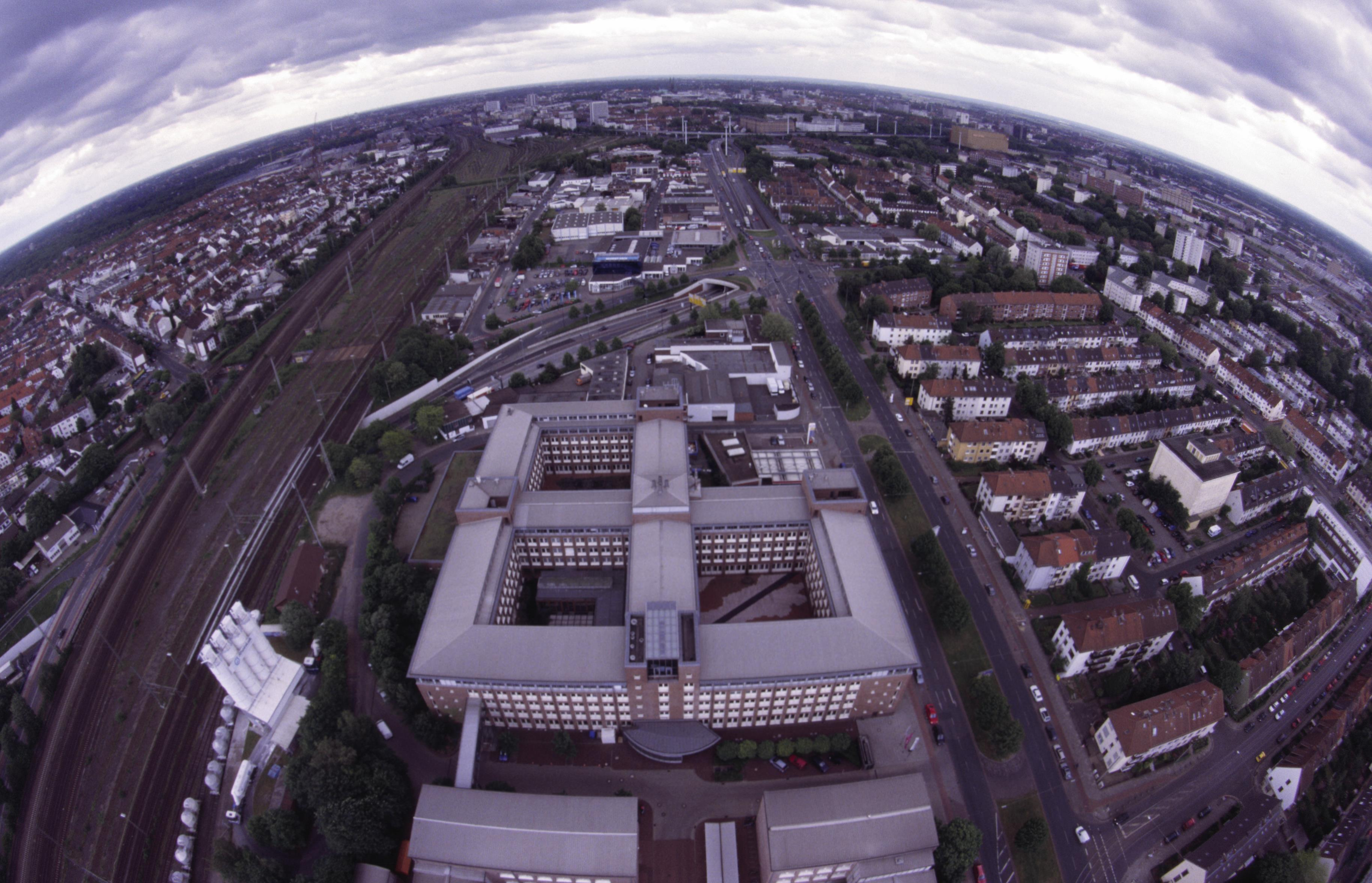
Südblick auf das Dataport Niederlassung Bremen, rechts: Utbremer Str.

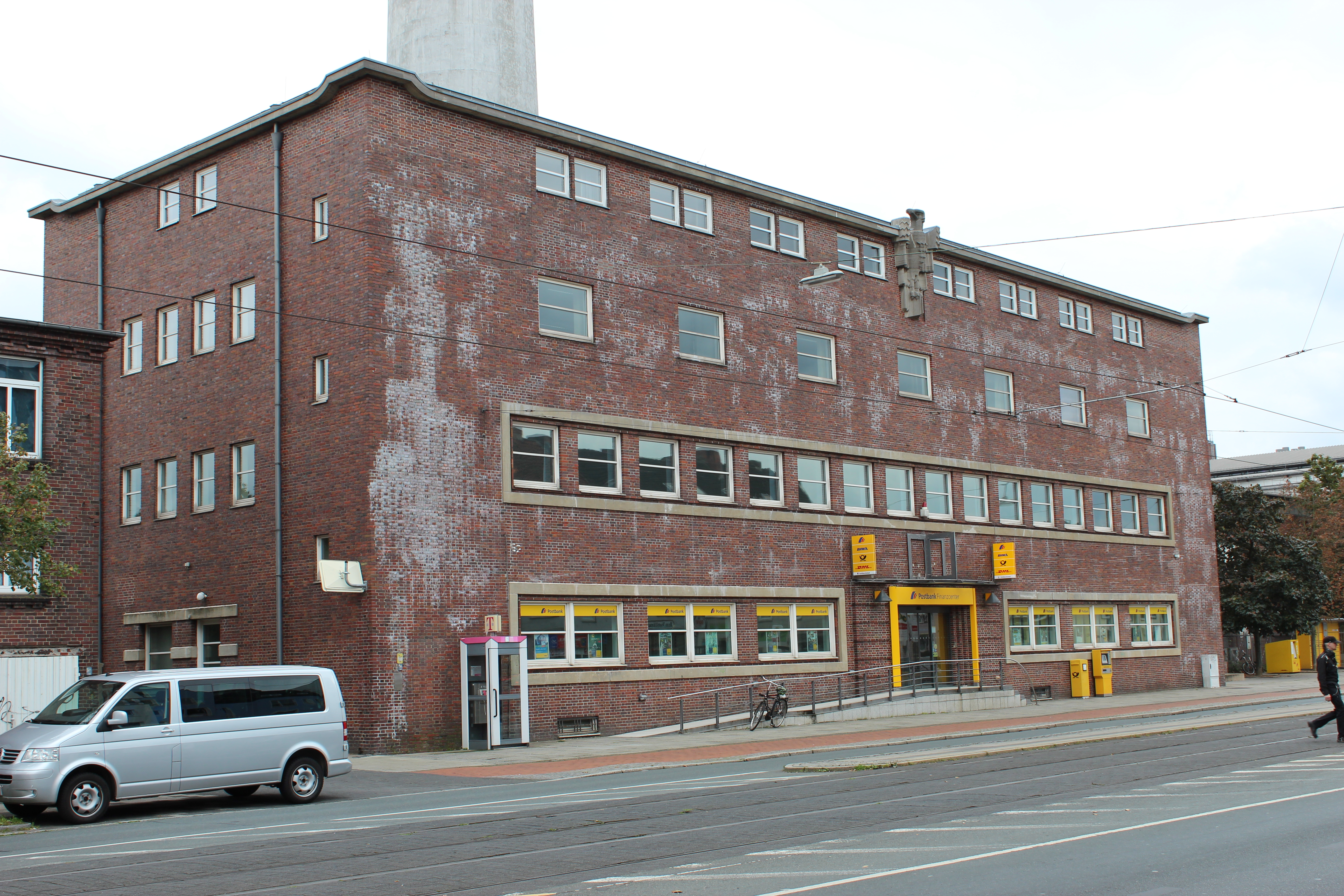
Nr. 97/99: ehem. Postamt 15

Die Utbremer Straße ist eine historische Straße in Bremen-Walle, Ortsteile Utbremen und Westend. Sie führt in Südost-Nordwest-Richtung vom Nordwestknoten / Breitenweg zur Waller Heerstraße.
Zum Utbremer Tunnel führen die vier mittleren Fahrspuren der vom Nordwestknoten bis zur Hansestraße achtspurigen Utbremer Straße. Diese beginnen in Hochlage und werden in Tieflage zum Tunnel, der unter der Utbremer Straße unterirdisch zum Autobahnzubringer abzweigt. 
Die Querstraßen wurden benannt als Juiststraße, Borkumstraße, Norderneystraße je nach einer Ostfriesischen Insel, Nansenstraße nach dem norwegischen Polarforscher Fridtjof Nansen, Lindemanstraße nach dem Journalist Moritz Lindeman, der Veröffentlichungen zu den Nordpolfahrten und zum Norddeutschen Lloyd schrieb, Hansestraße nach der Hanse, der Bremen 1260 beitrat; Münchener Straße, Schmalkaldener Straße, wo 1531 der protestantische Schmalkaldische Bund geschlossen wurde, Lutherstraße (neu 1870) nach dem Reformator Martin Luther, Wittenberger Straße (neu um 1870), wo mit Luther 1517 die Reformation begann, Calvinstraße nach dem Reformator Johannes Calvin, Zwinglistraße (neu 1870) nach dem Reformator Huldrych Zwingli, Sankt-Magnus-Straße nach einem heiliggesprochenen St. Magnus, Grenzstraße (neu 1868) als frühere Grenze zwischen Utbremen und Walle, Bergerstraße (neu 1870) nach einem Bauunternehmer, Osterfeuerbergstraße nach einer örtlichen Sanddüne, wo wohl Osterfeuer brannten und Reuterstraße (neu 1874) nach dem Schriftsteller der niederdeutschen Sprache Fritz Reuter; ansonsten siehe beim Link zu den Straßen. Die Straße führt zudem beim Nordwestknoten über die Meta-Sattler-Straße, benannt nach der Sozialhelferin Meta Sattler.

## Name
Utbremen, plattdeutsch für „außerhalb Bremens“, wurde 1072 erstmals erwähnt, der dadurch führende Weg 1326. Zu Zeiten der Bremer Stadtmauer war die Utbremer Feldmark das landwirtschaftliche Gebiet direkt vor den beiden westlichen Toren, dem Stephanitor und dem Doventor. 
Bereits im Bermer Adressbuch von 1840 war die „Uthbremer Straße“ enthalten, ihre Hausnummern reichten dasmals von 1 bis 29. Utbremen wurde 1848 nach Bremen eingemeindet. Damals führte die Utbremer Straße über den alten Panzenberg zum Dorf Walle, das erst ab 1885 zu Bremen kam. Heute ist Utbremen einer von sieben Ortsteilen des Stadtteils Walle.

## Entwicklung
Der alte Weg gehörte zu dem Heerweg von Achim nach Lesum. Die älteren Karten von Hogenberg von 1588/89 und Dilich von 1603 weisen außerhalb des Doventors vor der Bremer Stadtmauer Felder aus. Die Utbremer Straße führte über den alten Panzenberg zum Dorf Walle. Die Eisenbahnlinien Weserbahn (1855) und nach Geestemünde (1862) verstärkten die Ansiedlungen in Utbremen. Neue Querstraßen wie die Hansestraße und der Haferkamp und dazwischen viele weitere Straßen entstanden. In der Gründerzeit nach 1870/71 wurde hier viel gebaut, dazwischen standen noch Bauernhöfe. 1888, nach dem Betritt von Bremen zum Deutschen Zollverein und dem Ausbau der Freihäfen, fand ein rasanter Aufbau mit Mietshäusern für die Arbeiter im Hafen statt.
Im Zweiten Weltkrieg wurde Utbremen 1944 fast vollkommen durch einen Luftangriff zerstört. Der Wiederaufbau begann bereits in den frühen 1950er Jahren. Die Gewoba baute im Bremer Westen seit um 1955 viele Sozialwohnungen.
Die Straße reichte vor 1969 nur bis zum Panzenberg, dahinter begann hinter mit einem leichten Knick die Düsternstraße. Seit 1969 ist das östliche Ende neu trassiert und bis zur Eisenbahnunterführung verlängert. 

## Verkehr

### Straßenbahn
Die Utbremer Straße wird nördlich der Sankt-Magnus-Straße von den Linien 2 und 10 der Bremer Straßenbahn befahren. Beide verbinden Gröpelingen und Sebaldsbrück, jedoch fährt die Linie 2 durch die Altstadt und die Linie 10 über den Hauptbahnhof.
Die Straße wurde bereits ab 1879 nördlich der Hansestraße von einer Pferdebahnlinie befahren, die 1899 elektrifiziert wurde, daraus wurde die Linie 2. Hinzu kam von um 1900 bis 1942 die Ringbahn südlich der Hansestraße und von 1919 bis 1964 die Linie 10, die die Straße in ihrer ganzen Länge befuhr. 1964 wurde die Linie 10 verlegt, seitdem fahren die Linien 2 und 10 im Bereich der Utbremer Straße gleich, zunächst nördlich der Hansestraße, seit 1971 nur noch nördlich der St.-Magnus-Straße.

### Sonstiger Verkehr
Die Straße war ein Teil der historischen Verbindung von Bremen nach Bremerhaven bzw. Vegesack. Durch den Bau der Blocklandautobahn (heute A 27) 1937 gab es uznächst nur für den Fernverkehr aus Hamburg eine Umfahrungsmöglichkeit. Mit dem Bau der Anschlussstelle Freihafen 1973 (heute Überseestadt) wurden umfangreiche Verkehrsströme zwischen der Stephanibrücke und der neuen Anschlussstelle in die südliche Utbremer Straße gezogen. Zu deren Bewältigung wurde dieser Abschnitt schließlich untertunnelt.
Seit 1932 ist die Straße Teil der Bundesstraße 6 (anfangs FVS 6 bzw. Reichsstraße 6), zunächst in ihrer gesamten Längem seit dem Bau der A27 zwischen Bremerhaven und Bremen 1977 nur noch südlich der Hansestraße. 

### Utbremer Tunnel
Der Utbremer Tunnel wurde Ende 1990 fertiggestellt. Er verläuft unter der Utbremer Straße und verbindet zwei Bundesstraßen kreuzungsfrei mit dem Autobahnzubringer Freihafen: die B 75 aus Oldenburg/Delmenhorst kommend und die B 6, Neuenlander Straße. Weitere Einfahrten in den Tunnel gibt es vom Breitenweg und von der Utbremer Straße. Er ist 360 Meter lang und 20 Meter breit. 
Der Bau dauerte viereinhalb Jahre. Zwei Jahre davon sind die Bauverzögerung durch eindringendes Grundwasser, weil die Spundbohlen, die zu Beginn der Arbeiten als Sperren in den Boden gerammt worden waren, sich als undicht erwiesen.

## Gebäude und Anlagen
An der Straße befinden sich überwiegend zwei- bis viergeschossige Gebäude. Ein Gewerbegebiet liegt zwischen der Utbremer Straße und den Bahngleisen im Bereich der Norderneystraße.
Bremer Baudenkmale
- Nr. 97–99: 4-gesch. Postamt 15 von 1931 nach Plänen von Oberpostbaurat Karl Martini; heute Postbank[3]

Erwähnenswerte Gebäude und Anlagen
- 2- bis 3-gesch. Bauten im Gewerbegebiet von der Juist- bis zur Norderney- und Münchenerstraße
- 3-gesch. Europaschule Schulzentrum Utbremen an der Meta-Sattler-Straße
- 2-gesch. Reihenhäuser der 1970er Jahre an der Otto-Finsch-Straße Nr. 19 bis 123 und Nansenstraße 19 bis 35
- 3-gesch. Wohnhäuser zwischen Hanse- und Sankt-Magnus-Straße u. a. 1954 nach Plänen von Ernst Becker-Sassenhof
- Nr. 67: 3.gesch. Gebäude der Bremer Verkehrs- und Logistik Akademie GmbH
- Nr. 90: 5-gesch. Bürohaus der Dataport Niederlassung Bremen, z. Zt. auch Amt für Soziale Dienste, Jobcenter und Zentrale Anlaufstelle für Flüchtlinge (ZAF)
- Nr. 97–99: 235,7 m hoher Fernmeldeturm Bremen von 1986; 4-gesch. Postbank-Filiale, Post und DHL-Packstation; ab 1933 bis 1950 war hier der Sender Utbremen
- Nr. 105 (?): 5-gesch. Neubau (um 2016) eines Wohn- und Geschäftshauses